# Dentalt implantat

Dentalt implantat

Dentalt implantat används för att ersätta en förlorad tand. Det vanligaste materialet för dentala implantat är commercially pure (c.p.) titan som finns i mer än 95% av alla årligen placerade implantat. Titan har möjlighet att läka fast i ben, denna företeelse kallas osseointegration.
Den primära användningen av dentala implantat är att stödja proteser i käftarna. Men samma typ av implantat kan också användas för att stödja kraniofacialproteser och som en tillfällig förankringsanordning för att underlätta tandreglering genom att tillhandahålla en ytterligare förankringspunkt.

## Riskfaktorer
Numera är dentalt implantat en effektiv och förutsägbar behandlingsmetod för att ersätta saknade tänder hos både helt och delvis tandlösa patienter. Trots den höga implantatöverlevnaden och framgångsgraden är det en allmän uppfattning att vissa riskfaktorer predisponerar individer för fler komplikationer och implantat misslyckande och kan leda till lägre implantatöverlevnad.
Några av dessa riskfaktorer är rökning, bruxism, benkvantitet och benkvalitet, intag av bisfosfonater, strålbehandling av huvud- och halsområdet, parodontal sjukdom, intag av protonpumpshämmare (en klass läkemedel vars huvudsakliga verkan är en minskning av magsyra produktion), placering av implantat på platser med tidigare misslyckade implantat, lambåfri kirurgi, bland andra.